# CSI: Hard Evidence
CSI: Hard Evidence is een videospel gebaseerd op de serie CSI: Crime Scene Investigation. Het is het vierde spel gebaseerd op die serie, en het vijfde CSI spel in totaal.
Het spel is ontwikkeld door Telltale Games en uitgebracht door Ubisoft voor de PC, Wii en Xbox 360.

## Achtergrond
Net als in de vorige spellen moet de speler 5 zaken oplossen. Het spel bevat verbeterde versies van de 3D effecten uit CSI: 3 Dimensions of Murder. Zo heeft de speler nu ook beschikking over 3D gereedschap voor het onderzoeken van een plaats delict.
Net als in vorige spellen wordt de stem van Sara Sidle gedaan door iemand anders dan Jorja Fox.

## De Zaken

### Case 1: Burning For You
Een taxichauffeur is vermoord, blijkbaar tijdens een aanval in zijn taxi zelf. De speler werkt samen met Nick Stokes. Al snel leidt het bewijs tot drie verdachten: een dakloze hippie, een kunstenaar en haar partner.

### Case 2: Double Down
Een vrouw is in haar huis aangevallen en meerdere malen gestoken met een mes. Ze leeft nog, maar kan zich niets herinneren over wie haar aanvaller is. De speler werkt samen met Catherine Willows.

### Case 3: Shock Rock
De lichamen van vier leden van een rockband, en de winnaar van een talentenshow, worden gevonden. Allemaal zijn ze geëlektrocuteerd. De speler werkt samen met Warrick Brown.

### Case 4: In Your Eyes
Een oogarts is op brute wijze vermoord in zijn eigen huis. De enige getuige is zijn blinde vrouw. De speler werkt samen met Greg Sanders.

### Case 5: The Peacemaker
Er heeft een grote schietpartij plaatsgevonden, waarbij een winkelmedewerker is getroffen. Op de plaats delict worden tientallen kogels gevonden, maar er is niets bekend over het motief of de aanleiding van de schietpartij. De speler werkt samen met Gil Grissom.